# Hermann Lapper
Hermann Leopold Lapper (* 19. Juni 1910 in Großkrut, Österreich-Ungarn; † 18. Februar 1976 in Bludesch) war Österreicher, später deutscher SS-Offizier, Mitglied der Einsatzgruppe Prag und SD-Beauftragter im Reichssicherheitshauptamt. Ab Mitte der 1950er Jahre war er als Werbeleiter bei Porsche tätig und gilt als mitverantwortlich für die Gestaltung des Porsche-Wappens.

## Leben
Hermann Lapper war ein Sohn des Bergoffizials und Mitglieds des Tiroler Landtags Karl Lapper. Er erlernte den Beruf eines Schriftsetzers. Zum 20. Oktober 1928 trat er der NSDAP bei (Mitgliedsnummer 83.078), am 31. Oktober 1931 der SS (SS-Nummer 17.121). Nach der Machtergreifung war er Ende 1933 in das SS-Kommando Kiefesfelden im SS-Abschnitt VIII eingegliedert worden. Im April 1935 hatte er den Rang eines SS-Untersturmführers und wurde 1936 gleich zweimal befördert, bis zum SS-Hauptsturmführer. Auf Grund seiner österreichischen Herkunft war er 1938 an Aktivitäten zur Unterwanderung und Zerschlagung der Tschechoslowakei sowie anschließende Eingliederung in das Gebiet des nationalsozialistische Deutschen Reiches beteiligt. Im Folgejahr wurde er in die ab März 1939 aufgestellte Einsatzgruppe Prag eingegliedert.

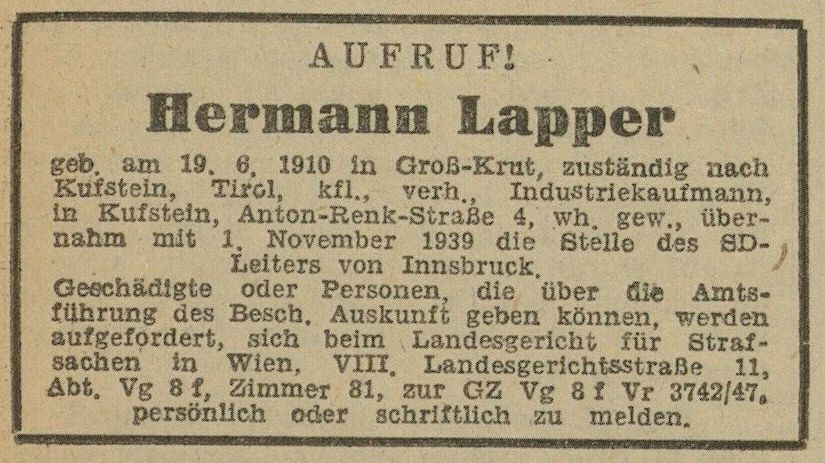
Zeitungsannonce zur Suche nach Geschädigten durch den Angeklagten Hermann Lapper (Österreichische Volksstimme, 9. Dezember 1947, S. 4).

Das Organigramm des Reichssicherheitshauptamtes von März 1941 weist Hermann Lapper als Beauftragten IV im Amt VI (Auslands-SD) aus. Hier war er zuständig für die Überprüfung und Sicherung der den SD-Leitabschnitten gestellten Auslandsaufgaben. Die ihm zugewiesenen SD-Leitabschnitte waren Wien, Graz, Innsbruck, Klagenfurt, Linz, Salzburg, München, Augsburg, Bayreuth, Nürnberg, Würzburg und Prag. Leiter des Amtes VI war zu dieser Zeit Albert Filbert. Ab Juli 1941 übernahm Walter Schellenberg die Führung. Diese von Heinz Jost und Albert Filbert aufgebauten Stellen für die SD-Beauftragten zur Koordinierung der Auslandsaufgaben wurden 1942 aufgelöst. Daraufhin wechselte Lapper zur Waffen-SS nach Prag.
Am 11. Mai 1945 wurde Lapper verhaftet und kam ins Internierungslager Glasenbach. Im Juli 1947 wurde er an die österreichischen Behörden überstellt und im Oktober 1948 zu 18-monatiger Kerkerhaft verurteilt, die durch vorhergehende Internierung und Untersuchungshaft abgegolten war. Anschließend arbeitete er bei den Linzer Stahlwerken und beim Verlag Sonntagspost in Linz, bevor er ab 1952 als kaufmännischer Angestellter bei Porsche eingestellt wurde. Seit Mitte der 1950er Jahre war er dort Werbeleiter. In dieser Rolle entwarf er gemeinsam mit dem Konstrukteur Franz Xaver Reimspieß das Porsche-Wappen.

## Publikationen
- Sporterfolge in Plakaten. In: Christophorus. Zeitschrift für die Freunde des Hauses Porsche. Jg. 5 (1956), Nr. 19, S. 52f.
- Hrsg.: Liebe zu ihm: ein bildwerk über den porschewagen 1950–1960. Selbstverlag, Stuttgart 1960.